# Lluís Permanyer i Lladós

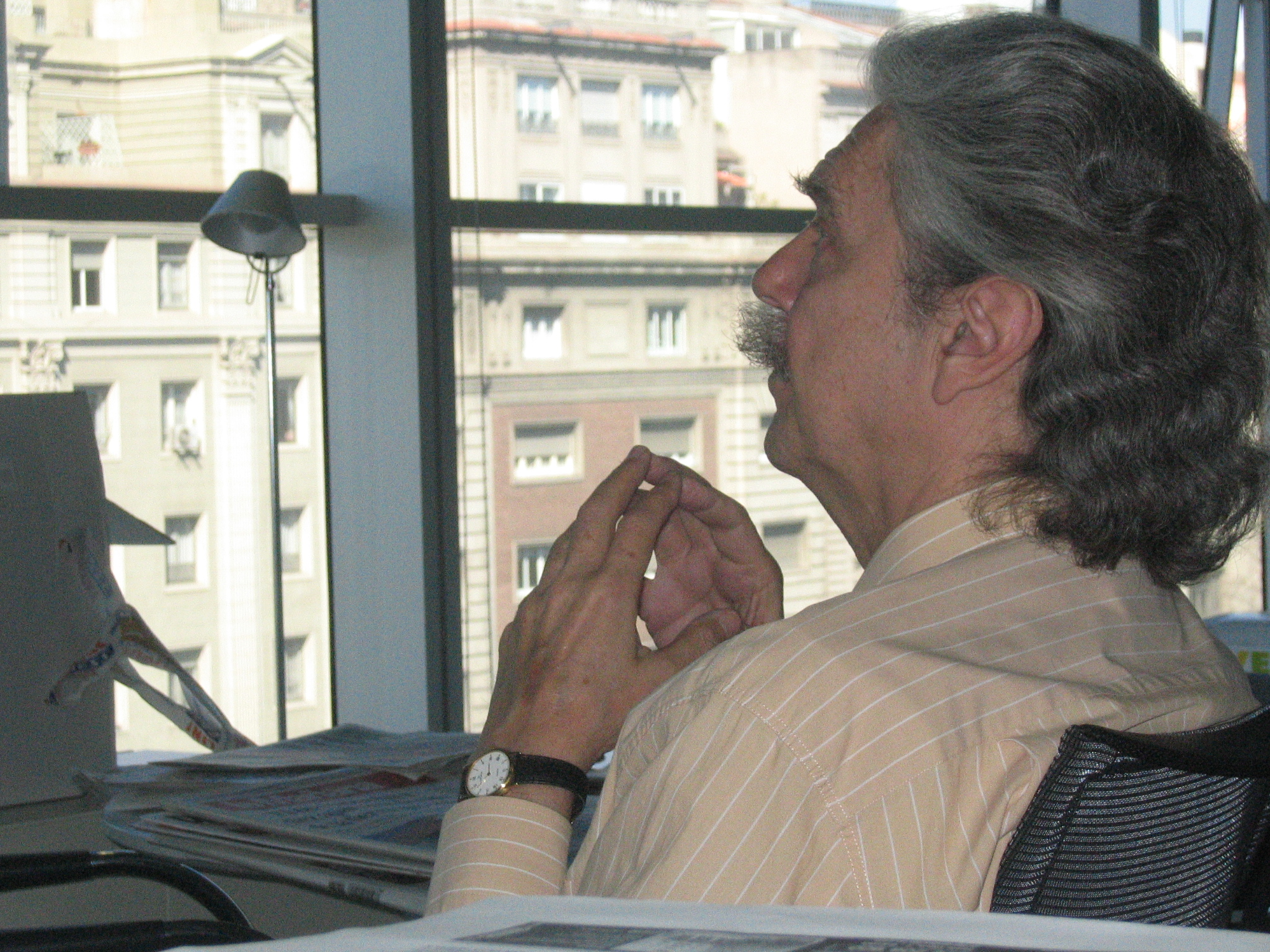
Lluís Permanyer i Lladós a la redacció de La Vanguardia a la Diagonal de Barcelona

Lluís Permanyer i Lladós (Barcelona, 1939) és un periodista i assagista català.

## Biografia
Lluís Permanyer, nascut a Barcelona el 1939, és fill de Lluís Permanyer Grifol i Maria Lladós Martí. Es va llicenciar en Dret, però s'ha dedicat des de molt jove al periodisme: va col·laborar a la revista Destino, on va donar a conèixer el Qüestionari Proust i, des de 1966, escriu habitualment a La Vanguardia. Home reconegut per la professió, ha guanyat els premis Luca de Tena (1969) i Ciutat de Barcelona de periodisme (1987); aquest últim compartit amb Joan Barril.
Atret per la seva ciutat natal i bon coneixedor de la seva història, n'ha esdevingut cronista, tot i que va rebutjar el nomenament oficial per aquest càrrec honorífic, i ha escrit diversos llibres sobre aquest tema.
Ha publicat més de vuitanta llibres. Ha presentat i dirigit per a TV3 vuit documentals d'una hora de durada sobre Barcelona.

## Obra
- Sagarra vist pels seus íntims (en català), 1982. Hi evoca la vida i l'obra de Josep Maria de Sagarra, .
- Miró, noranta anys (en català), 1984.
- Tàpies i la nova cultura (en català), 1986.
- Clavé escultor (en català), 1989.
- Barcelona, un museo de esculturas al aire libre (en castellà), 1991.
- No la saps aquesta? (en català), 1996. Premi Pere Quart d'humor i sàtira. Hi recull anècdotes de figures barcelonines importants.
- Brossa per Brossa. Records (en català), 1999. Resultat d'una llarga entrevista amb el poeta, esdevé de fet les seves pseudomemòries.
- Amor a l'ombra de pedra blava (en català), 2000.
- Dalí parlat (en català). Quaderns Crema, 2004.[8]
- L'Eixample. 150 anys d'història (en català).  Viena Edicions i Ajuntament de Barcelona, 2008.
- L'esplendor de la Barcelona burgesa (en català).  Angle Editorial, 2008.
- Barcelona 1900. Postals de Hauser y Menet 1894-1905.  El Papiol, Efadós i Ajuntament de Barcelona, 2014.[9]
- Vida privada de la Barcelona burguesa (en català).  Angle Editorial, 2015 (2011 en castellá).
- Barcelona Nocturna. (en català).  Efadós, 2016.

## Premis i reconeixements
- 1969 - Premi Luca de Tena[3]
- 1987 - Premi Ciutat de Barcelona de periodisme[4]
- 2012 - Premi Trajectòria del Gremi de Llibreters de Catalunya[10]
- 2008 - Premi Nacional de Periodisme de Catalunya[10]
- 2022 - Premio Nacional de Periodisme Cultural del Ministeri de Cultura i Esports[11]